# The Def Leppard EP
The Def Leppard EP är heavy metal-gruppen Def Leppards debut-EP, utgiven 1979.
"Getcha Rocks Off" och "The Overture" fanns även med på bandets debut-LP, On Through the Night. En nyinspelad version av "Ride into the Sun" användes som b-sida till singeln "Hysteria" 1987.

## Låtlista
1. "Ride into the Sun" (Joe Elliott/Rick Savage) - 2:44
2. "Getcha Rocks Off" (Joe Elliott/Pete Willis/Steve Clark/Rick Savage) - 3:28
3. "The Overture" (Joe Elliott/Pete Willis/Steve Clark/Rick Savage) - 7:22